# Porto di Civitanova Marche
Il porto di Civitanova Marche è un'infrastruttura situata sul mare Adriatico dedicata alla pesca commerciale, all'approdo turistico e al diporto nautico.
Secondo la classificazione nazionale dei porti italiani, quello di Civitanova Marche in virtù del decreto ministeriale n. 1213 del 24 marzo 1960 è un porto di 2ª categoria, 4ª classe.